# 淺間町車站
淺間町車站（日语：／ Sengenchō eki */?）是位於愛知縣名古屋市西區淺間一丁目。為名古屋市營地下鐵鶴舞線的車站之一。車站編號為T05。

## 車站結構
為擁有2面2線側式月台之地下車站。共有4個出入口，分別設置在交叉口之四個角落。
本站無障礙設施完善，電梯分設於地上與車站通路間1座，以及站內與月台間設有2座。

### 月台配置
| 月台 | 路線   | 目的地                   |
| ---- | ------ | ------------------------ |
| 1    | 鶴舞線 | 伏見、赤池、豐田市方向   |
| 2    | 鶴舞線 | 淨心、上小田井、犬山方向 |

## 相鄰車站
名古屋市營地下鐵
 鶴舞線
淨心（T04）－淺間町（T05）－丸之內（T06）

## 外部連結
- 淺間町 - 名古屋市交通局